# Otorowo (gromada)
Otorowo – dawna gromada, czyli najmniejsza jednostka podziału terytorialnego Polskiej Rzeczypospolitej Ludowej w latach 1954-1972.
Gromady, z gromadzkimi radami narodowymi (GRN) jako organami władzy najniższego stopnia na wsi, funkcjonowały od reformy reorganizującej administrację wiejską przeprowadzonej jesienią 1954 do momentu ich zniesienia z dniem 1 stycznia 1973, tym samym wypierając organizację gminną w latach 1954-1972.
Gromadę Otorowo z siedzibą GRN w Otorowie utworzono – jako jedną z 8759 gromad na obszarze Polski – w powiecie szamotulskim w woj. poznańskim, na mocy uchwały nr 35/54 WRN w Poznaniu z dnia 5 października 1954. W skład jednostki weszły obszary dotychczasowych gromad Koźle, Lipnica i Otorowo, ponadto miejscowość Krzeszkowice z dotychczasowej gromady Krzeszkowice oraz obszar lasu 76,29 ha z dotychczasowej gromady Buszewo – ze zniesionej gminy Otorowo w tymże powiecie. Dla gromady ustalono 25 członków gromadzkiej rady narodowej.
1 stycznia 1958 do gromady Otorowo włączono miejscowości Pólko i Wierzchaczewo ze zniesionej gromady Sokolniki Małe w tymże powiecie.
1 stycznia 1960 do gromady Otorowo włączono obszar zniesionej gromady Lubosina w tymże powiecie.
Gromada przetrwała do końca 1972 roku, czyli do kolejnej reformy gminnej.